# Izadkhvast
Izadkhvast (em persa: ايزدخواست, também romanizada como Īzadkhvāst e Īzad Khvast; também conhecida como Īzad Khast, Yazd-e Khāst, Yazd-e Khvāst, Yezd-i-Khast e Samīrum) é uma cidade do distrito central do condado de Abadeh, na província de Fars, no Irã. Segundo o censo de 2006, sua população era de 7 366, em 1 803 famílias.